# 臺灣大學校園導覽解說社
台大校園導覽解說社（簡稱台大解說社），成立於2003年，由一群熱心國立台灣大學校園所發生的歷史、人文、生態環境，以及所有相關人、事、物的台大學生所創立。透過導覽台大，解說社同學分享台灣大學的點點滴滴，不論是人文、歷史、建築、生態，皆是解說社解說的範疇。解說社的導覽對象主要是校外來賓，或在台大重要節日，諸如：校慶、杜鵑花節時的參觀者。

## 緣起
台大校園導覽解說社由一群愛好臺大校園文化與分享故事的朋友組成，其前身為國立台灣大學學生事務處課外活動組的校園導覽隊，在2003年世界博物館日舉辦了第一屆台大博物館嘉年華活動後，勾勒出臺大校園以及台北公館地區的文化藍圖。

為了進一步探索校園文化，增加同學對於校園環境的深刻認識，導覽隊的成員在2003年一同籌組了「臺大校園導覽解說社」，希望透過課程與導覽活動的方式，從台大的一粒沙看見世界潮流，從台大的歷史看見台灣現代化知識建構的歷程，期望台大成為一個到處可以說故事的戶外教室，增加台大的公共性。

## 社團活動

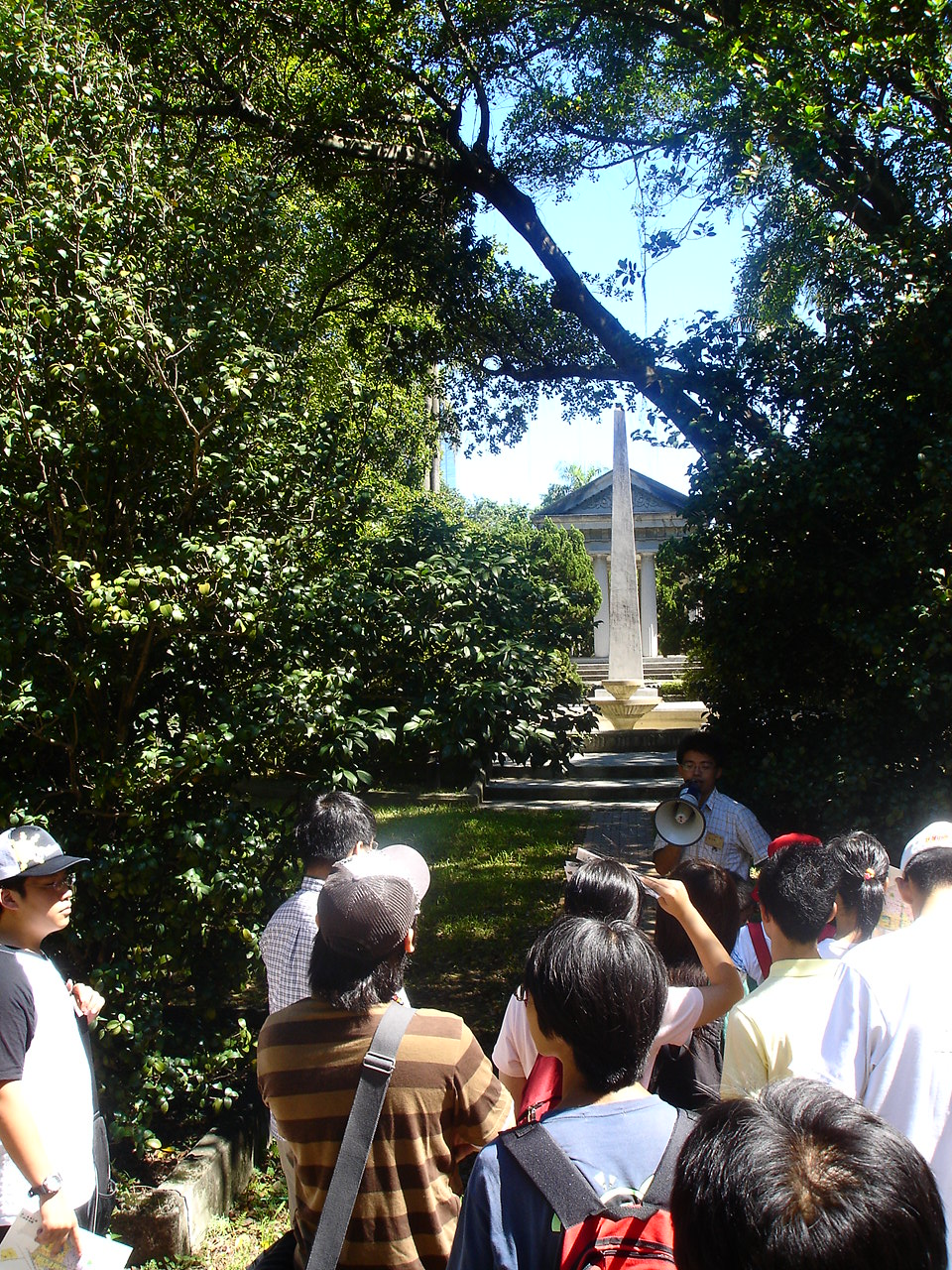
導覽社正在介紹傅園

### 解說服務
臺大校園導覽解說社透過解說服務，加深校內外人士對臺大的認識與互動，並希望能夠從中傳遞文化、經濟與自然生態永續發展的普世價值。

### 解說員培訓
為了充實解說員的基本知識與技巧，臺大校園導覽解說社在每學期初會結合課外活動組的服務三課程，進行密集性的解說員基礎培訓。同時也規劃實行國立台灣大學校內第一個由學生們規劃開課的「校園文化資產詮釋」課，讓解說素材能不斷更新與累積。

### 校園文化資產詮釋
校園文化資產詮釋是國立台灣大學第一個完全由學生自行規劃的正式課程，也是全台灣所有大專院校第一個由學生自行規劃實行的正式學分課程。2003年9月（92學年度上學期）正式開課，目前分別於92學年度上下學期、93學年度下學期94學年度上下學期開課。除了第一次開課是由國立臺灣大學建築與城鄉研究所及國立台灣大學生態學與演化生物學研究所合開之選修課程，之後演變為國立台灣大學生態學與演化生物學研究所開設之通識課程。
本課程延請不同領域（文史、地理、空間解說、自然生態等）的專業講師，以台大為主軸，透過不同的角度來描述、呈現、詮釋台大的多樣性。本課程的特點在於學生們也有能力提供觀點，詮釋校園文化，所以除了演講課外，另有實習課之設計。透過實習課可以讓學生們在實習助教的帶領下，以知識與實踐並重的方式，進行一場校園文化的探索與論述。希望上課的學生在掌握知識的工具與操作的經驗後，以校園為藍本，發展出一套屬於自己的新觀點，成為校園文化的開拓者。
本課程第一次開課經費來自中華民國教育部的「創意校園計畫」與台大總務處的「校園解說導覽種子隊培訓計畫」。之後幾次開課經費來自中華民國教育部的「通識教育改進計畫」。台大校園導覽解說社於「通識教育改進計畫」的企劃書更被列為優良範例。為了讓學生在往後能夠以相同的方式，開設自己想要學習的課程，台大校園導覽解說社的同學，更透過台大研究生協會在台大教務會議裡提案修改「國立臺灣大學通識課程施行辦法」，讓學生得由學生自治團體經二十人以上之連署，設計跨領域通識課程，提請共同教育委員會研議開授。

### 台大博物館嘉年華
結合生態博物館（Eco Museum）與校園走入社區的理念，臺大博物館群嘉年華是一個透過連結各學術標本展場與校園戶外空間的知識饗宴，分別於2003年及2005年各舉辦一次。該活動理念受到台北市政府的重視，在2003年4月份的台北畫刊進行專題報導，推薦給台北市民。
由於國立臺灣大學是台灣第一個以現代化知識進行觀察與研究的學術機構，因此自1928成校至今，保存了許多自然史（人類學、地質、動物、植物、昆蟲）與文件書籍的藏品，而這些收藏品在各系所的保管之下，除了做學術用途之外，部分也做公開展示。除了室內的空間，整個台大公館生活圈其實蘊含了許多時代遺留的空間氛圍，從清代墾拓、日治引進現代化設施、到民國的民主發展歷程，相關建築物與遺跡都是戶外博物館絕佳的大型戶外展品。
此活動累積推介了國立臺灣大學人類學系文化與考古陳列室、台大地質系地質標本館、普通物理實驗展示廳、動物標本館、植物標本館、台大總圖書館、台大校史館、農業陳列館等館舍。另外也以生態博物館的理念推廣了台大椰林大道兩側、台大農場農藝分場、汀州路台鐵新店線舊址、寶藏巖社區、溫州街青田街社區等位於戶外的路線。

### 訪客中心
台大校園導覽解說社為了成立公館地區的環境教育中心，積極的遊說學校先建立一個以服務參觀訪客為主的訪客中心，作為校園的櫥窗、社區的交流介面。當國立臺灣大學興建新生南路地下停車場時，臺大校園導覽解說社在與臺大總務處及臺大秘書室討論後，於新建的地下停車場上的新月臺裡設置訪客中心進行互動性的服務。

## 內部連結
Wikipedia:维基考察团/當校園導覽撞到維基人

## 相關新聞
- 創新台大通識課 學生主動要來的(2004.06.09-民生報) （页面存档备份，存于）
- 台大校園趴趴走 交給PDA(2005.11.10-聯合報)[永久]
- 學府圈文化、自然資產大公開(2005.11.11-民生報)[永久]
- 行動校園導覽計畫 結合無線網路(2005.11.14-經濟日報)[永久]
- 台大訪客中心揭幕(2005.12.15-聯合報)[永久]
- 發現台大 探索老樹、建築、做椅子(2005.12.24-聯合晚報)[永久]
- 台大導覽社 和美名校搭上線(2006.04.13-聯合報)[永久]

## 外部連結
- 台大校園導覽解說社 （页面存档备份，存于）
- 國立臺灣大學博物館群 （页面存档备份，存于）
- 校園文化資產詮釋課程網站 （页面存档备份，存于）
- 臺大校園十二美景